# Secrétariat du Parlement européen

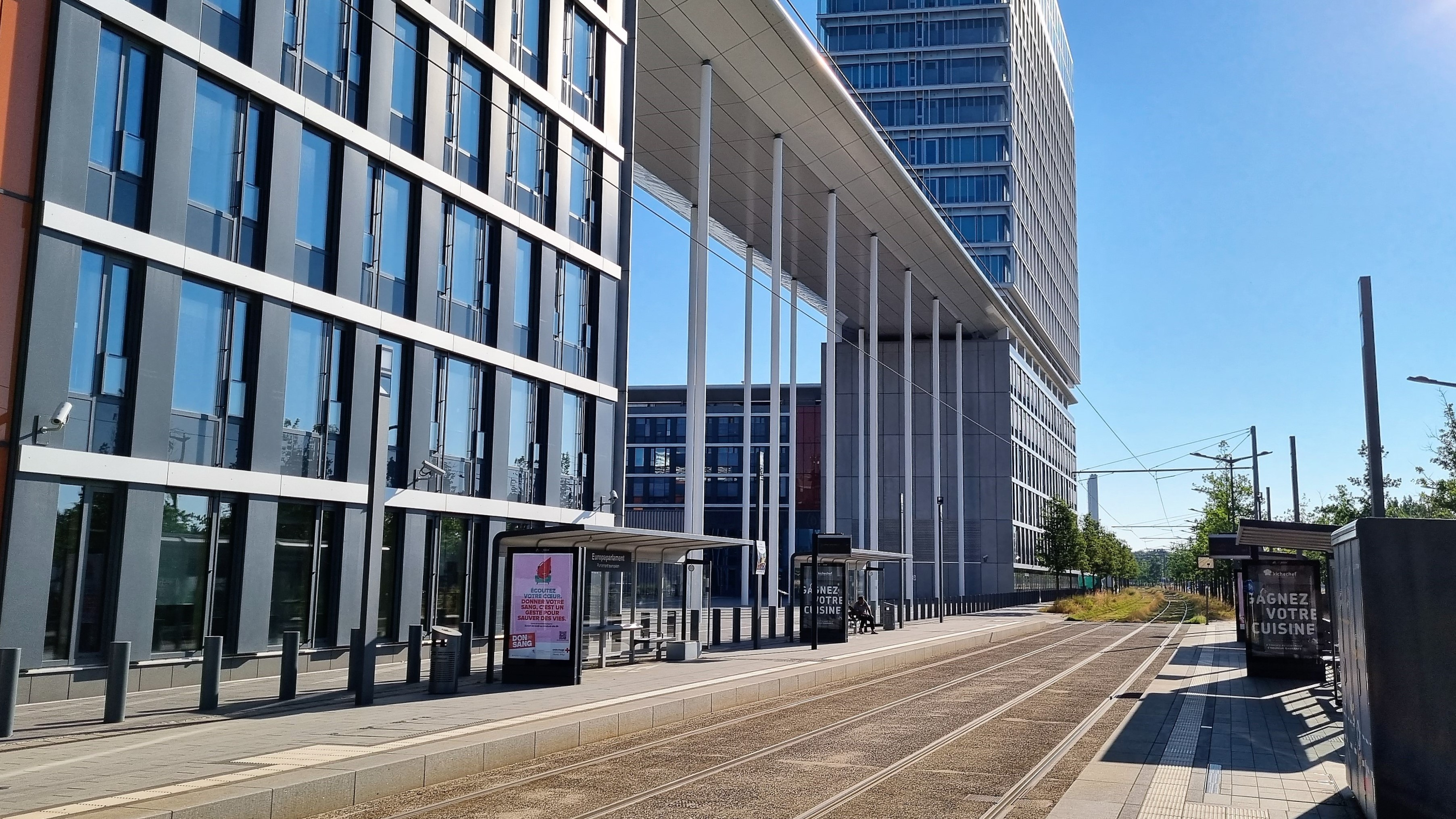
Le bâtiment du Parlement européen à Luxembourg.

Le secrétariat du Parlement européen forme le corps administratif du Parlement européen, dirigé par un secrétaire général. Il est basé dans le quartier du Kirchberg à Luxembourg (ville) et emploie environ 4 000 agents.

## Secrétaire général
Le secrétaire général du Parlement européen est nommé par le bureau du Parlement européen. Dans son poste, il est responsable de l'administration et est chargé d'assister le président, les députés européens et les instances du Parlement. Il s'occupe du suivi au jour le jour des activités et prépare les rapports de base pour l'estimation du budget. Le secrétaire général doit également signer, conjointement avec le président, tous les actes adoptés par le Parlement et le Conseil.
Les secrétaires généraux ont été à ce jour :
- Frits de Nerée, né Babberich, de 1958 à 1963 ;
- Hans Nord, de 1963 à 1979 ;
- Hans Joachim Opitz, de 1979 à 1986 ;
- Enrico Vinci, de 1986 à 1997 ;
- Julian Priestley, de 1997 à 2007 ;
- Harald Rømer, de 2007 à 2009 ;
- Klaus Welle, de 2009 à 2023 ;
- Alessandro Chiocchetti, depuis 2023.

## Service juridique
Le service juridique conseille et offre une assistance juridique au Parlement européen, à ses instances politiques (le Bureau dirigé par le Président et comprenant les Vice-présidents et le Collège des questeurs, la Conférence des présidents, la Conférence des présidents des commissions, la Conférence des présidents des délégations, les commissions et sous-commissions parlementaires, le Comité permanent de coopération opérationnelle en matière de sécurité intérieure, etc.) et  à toutes les directions générales du secrétariat ; il apporte une expertise juridique aux députés sur toutes les questions relatives au droit européen pour les travaux des commissions parlementaires ; il assure la représentation du Parlement devant les juridictions nationales et européennes.

## Directions générales

### Présidence
La direction générale de la présidence (DG PRES) organise les sessions plénières et effectue le suivi des activités, y compris le protocole, le courrier, le registre des sessions et de présence des parlementaires, les archives et la sécurité de la présidence.

### Politiques internes de l'Union
La direction générale des politiques internes de l'Union (DG IPOL) est chargée d'assister le travail des comités du Parlement et de leur directeur, ainsi que de coordonner les relations et la coopération entre les autres institutions et les parlements nationaux.
La DG fournit également  aux membres et comités son expertise dans les  informations et recherches.
Les départements des politiques intérieures sont chargés de produire, sur demande des États membres, les études nécessaires à la conduite des politiques. Un département spécifique est l'unité d'évaluation des options  scientifiques et technologiques (STOA) qui conseille les comités sur ces sujets.

### Politiques externes de l'Union
La direction générale des politiques externes de l'Union (DG EXPO) est chargée d'assister le travail des délégations du Parlement, des comités et de leur directeur, ainsi que de coordonner les relations et la coopération entre autres institutions, les parlements nationaux et les pays et organisations hors de l'Union.
La DG forme également la moitié européenne du co-secrétariat de l'Assemblée parlementaire paritaire (ACP-EU), de l'Assemblée parlementaire euro-méditerranéenne, de l'Eurolat et du secrétariat de l'Assemblée parlementaire des voisins d'Europe de l'Est.
La DG organise les visites de délégations dans les États non-membres de l'Union européenne et les visites du Parlement par les délégations des États extérieurs à l'Union.
La DG fournit également son expertise aux États membres et aux comités concernant les informations et recherches relatives aux pays et territoires extérieurs à l'Union ; c'est la tâche du département des politiques extérieures de produire sur demande des membres les études nécessaires à l'élaboration et la conduite des politiques extérieures de l'Union (ces études, produites par ou pour le Parlement européen, sont publiées sur le site internet du Parlement européen).

### Communication
La direction générale de la communication (DG COMM) est responsable des informations fournies au public et aux médias.
Son personnel inclut le porte-parole du Parlement (actuellement Jaume Duch Guillot), le service de presse et un réseau de bureaux d'informations du public dans tous les États membres (dont la prochaine Maison de l'Histoire européenne à Bruxelles).
La DG gère également le site internet du Parlement européen (Europarl) ;

### Personnel
La direction générale du personnel (DG PERS) est chargée de la gestion des ressources humaines des autres directions générales, et donne accès au personnel aux formations nécessaires.

### Infrastructures et logistique
La direction générale des infrastructures et de la logistique (DG INLO) gère les bâtiments du Parlement européen (ceux du  siège et des sessions plénières à Strasbourg, ceux des commissions parlementaires et autres sessions à Bruxelles et ceux du secrétariat général à Luxembourg) et les bureaux des représentants des États membres pour leur travail au sein du Parlement, les bureaux d'information (y compris la prochaine Maison de l'Histoire européenne à Bruxelles) et ceux des délégations du Parlement dans ces États, ainsi que leur équipement et leur entretien.
Elle organise également les « cantines » véhiculant les documents de travail entre les différents sièges et bureaux, ou ceux des visites des délégations du Parlement.

### Traduction
La direction générale de la traduction (DG TRAD) est responsable de la traduction écrite des documents du Parlement.

### Interprétation et conférences
La direction générale de l'interprétation et des conférences (DG INTE) gère les salles de réunion et les interprètes nécessaires à toutes les réunions, séances, conférences ou visites de délégations organisées par le Parlement.

### Finances
La direction générale des finances (DG FINS) est responsable du budget et des affaires financières du Parlement ; il prépare et vérifie le budget et surveille son utilisation subséquente ; il est également responsable de la comptabilité officielle et des opérations de trésorerie, ainsi que du financement et le contrôle des dépenses par les parlementaires européens et leur secrétariat.

### Innovation et support technologique
La direction générale de l'innovation et du support technologique (DG ITEC) comprend :
- la direction des technologies de l'information (DIT), chargée du centre de gestion des réseaux informatiques et internet et du centre de support des utilisateurs, et
- la direction des publications et de la distribution (DPD), chargé de la publication et la distribution des matériels parlementaires tels que les documents de travail, les traductions produites par la DG TRAD, et le journal officiel du Parlement.

### Sécurité
La direction générale de la sécurité (DG SAFE) travaille pour faciliter les activités du Parlement, en garantissant une protection suffisante aux personnes, aux biens et aux informations. Elle comprend :
- la direction A : proximité et assistance, sécurité et sûreté (PASS),
- la direction B : prévention, premiers secours et sécurité incendie, et
- la direction C : stratégie et ressources.

## Personnel
En février 2012
| Département                                                    | Département                  | Poste                                                              | Nom                        | Source |
| -------------------------------------------------------------- | ---------------------------- | ------------------------------------------------------------------ | -------------------------- | ------ |
| Bureau du secrétaire général                                   | Bureau du secrétaire général | Secrétaire général du Parlement européen                           | Alessandro Chiocchetti     | [ 4 ]  |
| Service juridique                                              | Service juridique            | Consultant juridique du Parlement européen                         | Freddy Drexler             | [ 5 ]  |
| Direction générale de la présidence                            | DG PRES                      | Directrice générale                                                | Francesca R. Ratti         | [ 6 ]  |
| Direction générale des politiques internes de l'Union          | DG IPOL                      | Directeur général                                                  | Riccardo Ribera d'Alcalà   | [ 7 ]  |
| Direction générale des politiques externes de l'Union          | DG EXPO                      | Directeur général                                                  | Luis Marco Aguiriano Nalda | [ 8 ]  |
| Direction générale de la communication                         | DG COMM                      | Directrice générale                                                | Juana Lahousse-Juárez      | [ 9 ]  |
| Direction générale du personnel                                | DG PERS                      | Directeur général                                                  | Yves Quitin                | [ 10 ] |
| Direction générale de l'infrastructure et de la logistique     | DG INLO                      | Directeur général                                                  | Constantin Stratigakis     | [ 11 ] |
| Direction générale de la traduction                            | DG TRAD                      | Directrice générale                                                | Janet Pitt                 | [ 12 ] |
| Direction générale de l'interprétation et des conférences      | DG INTE                      | Directrice générale                                                | Agniezska Walter-Drop      | [ 13 ] |
| Direction générale des finances                                | DG FINS                      | Directeur général                                                  | Roger Vanhaeren            | [ 14 ] |
| Direction générale de l'innovation et du support technologique | DG ITEC                      | Directeur général                                                  | Giancarlo Vilella          | [ 15 ] |
| Direction générale de la sécurité                              | DG SAFE                      | Député en poste de directrice générale près du secrétariat général | Francesca R. Ratti         | [ 16 ] |